# Křižník (přírodní památka)
Křižník je přírodní památka v katastrální území Dolní Čepí, části obce Ujčov v okrese Žďár nad Sázavou v nadmořské výšce 454–468 metrů. Oblast spravuje Krajský úřad Kraje Vysočina. Důvodem ochrany území je existence širokolistých suchých trávníků a vápnomilných bučin s výskytem zvláště chráněných organismů, zejména orchidejí.

## Fotogalerie

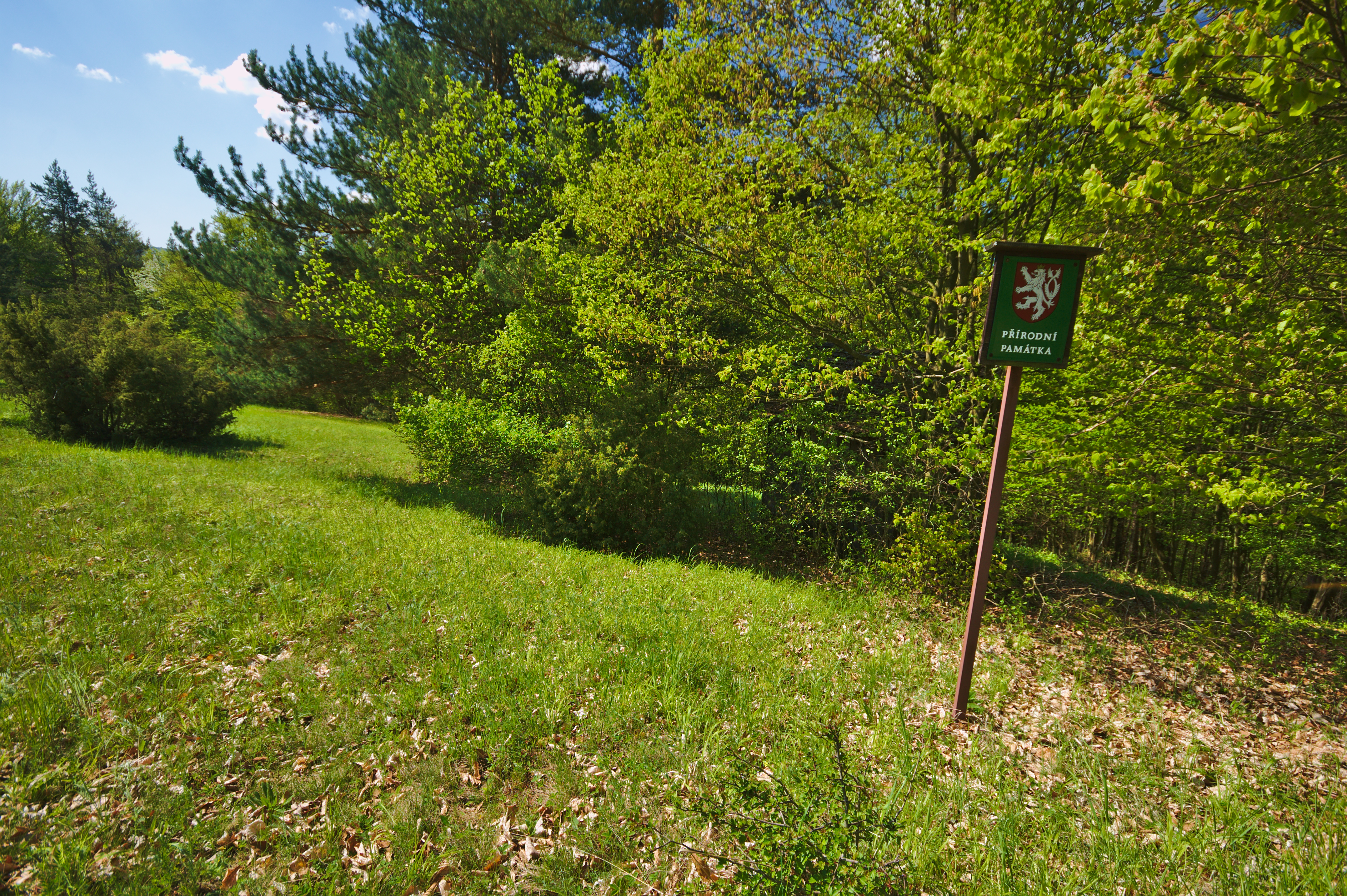
Tabule určující hranice PP
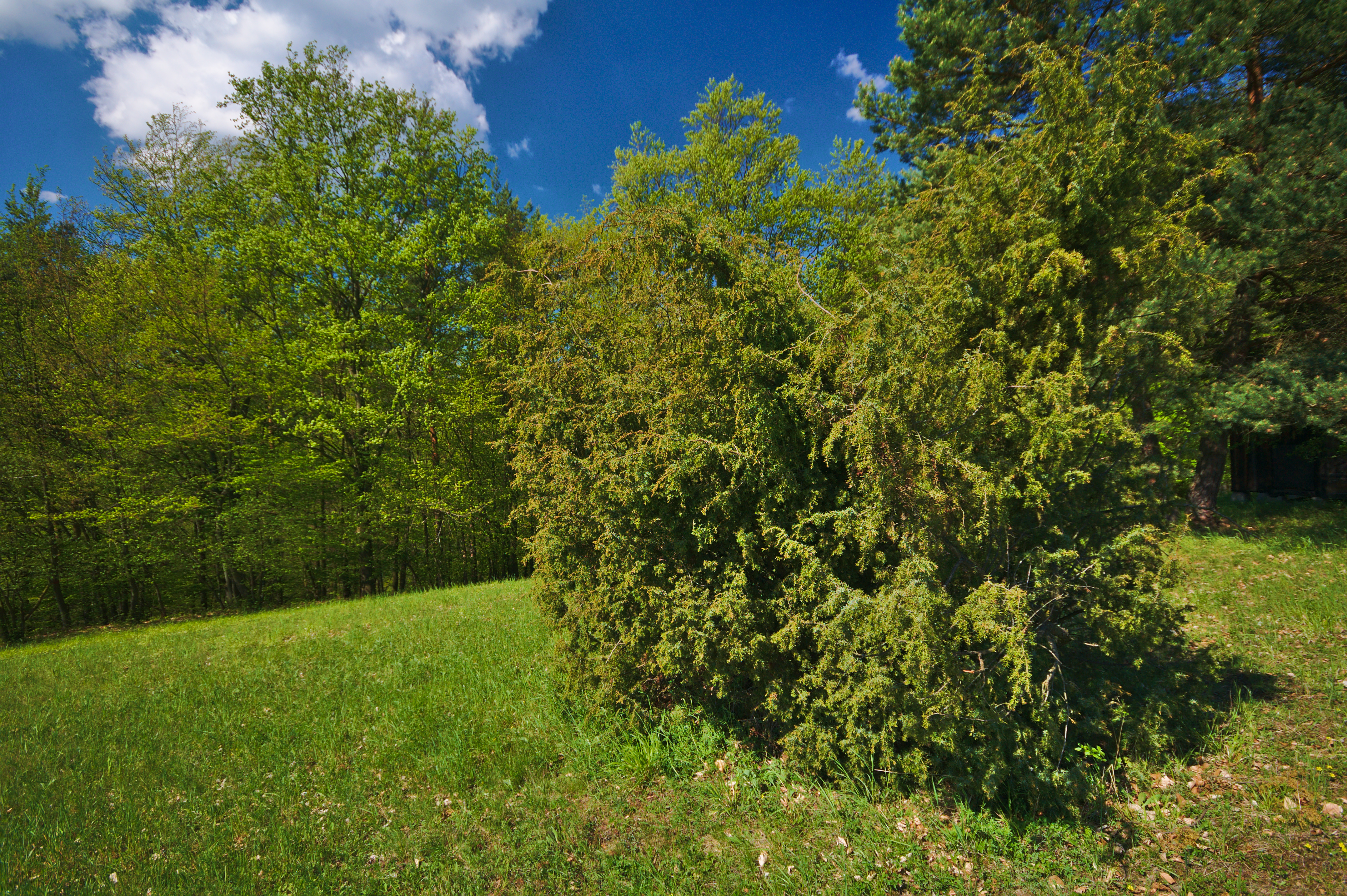
Jalovec
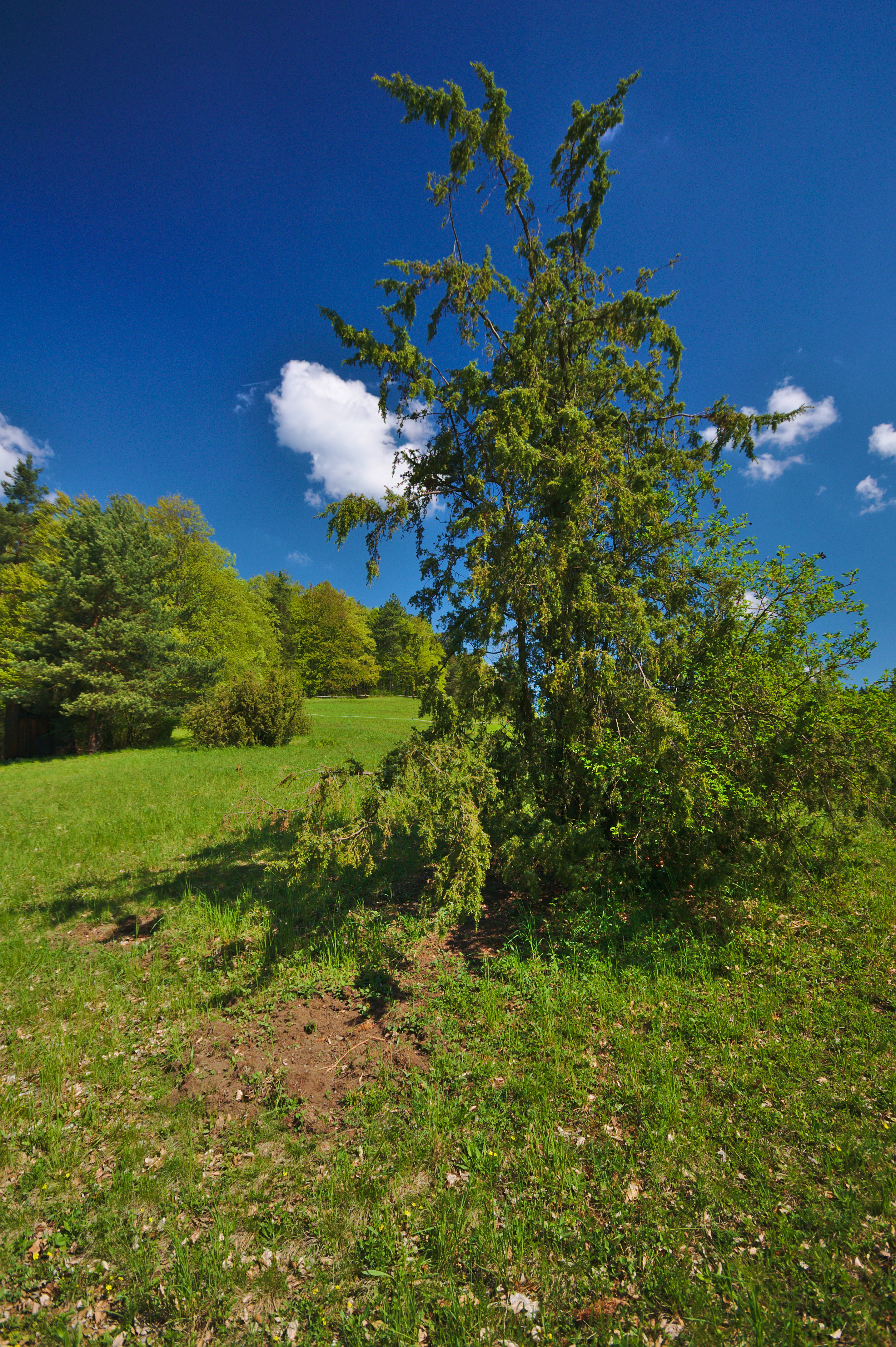
Jalovec
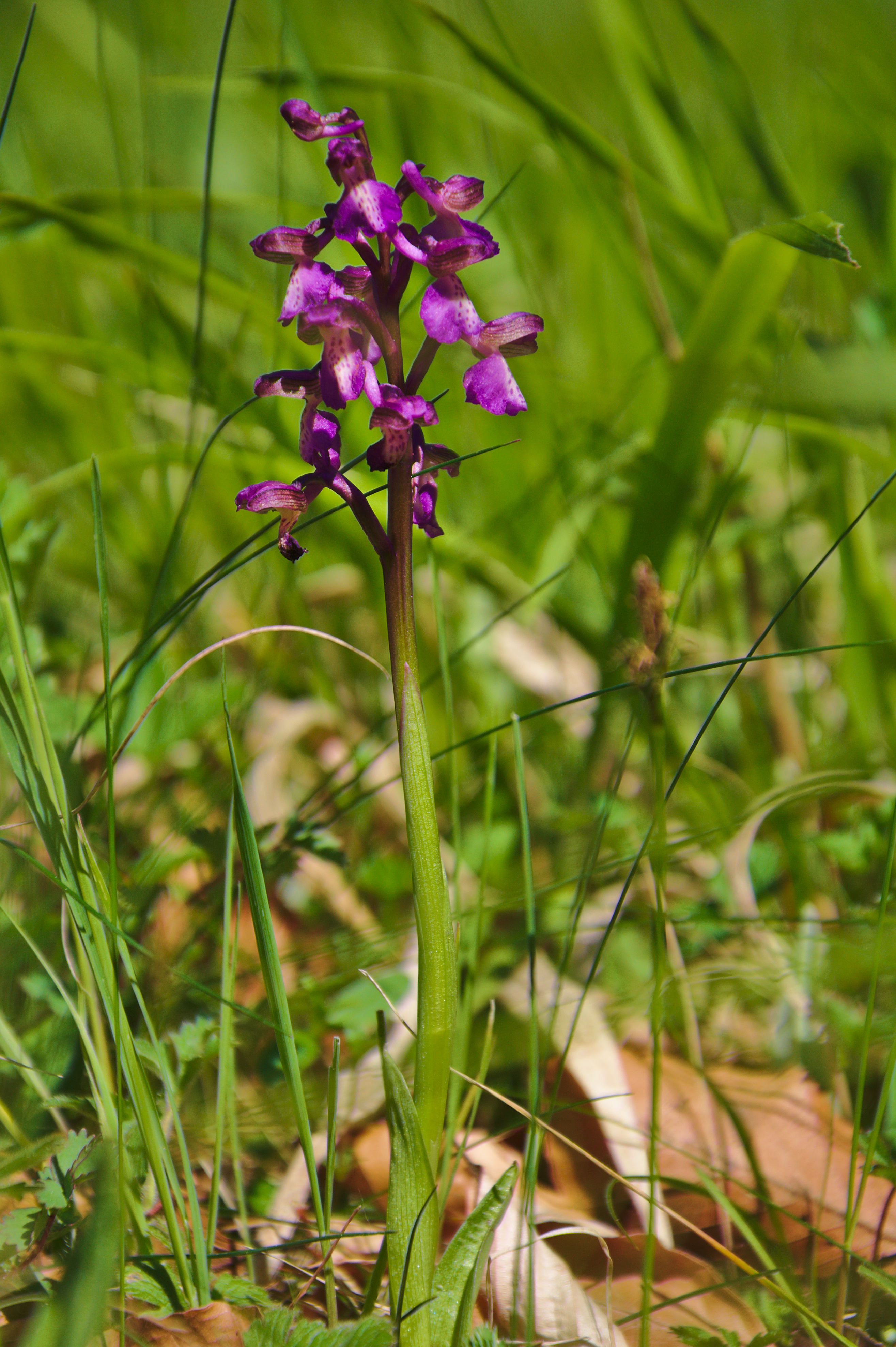
Vstavač kukačka
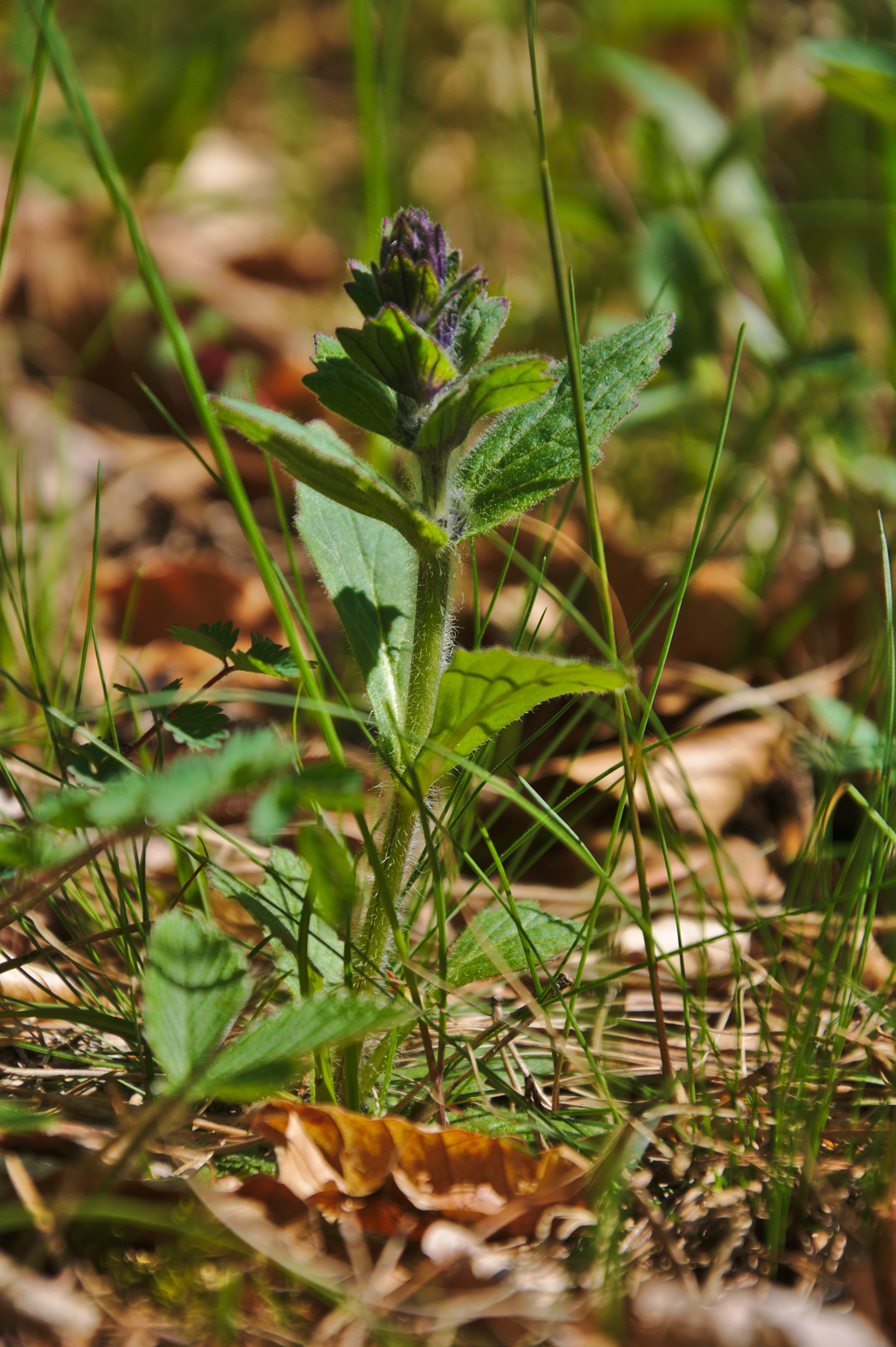